# Colectivos in Argentinien

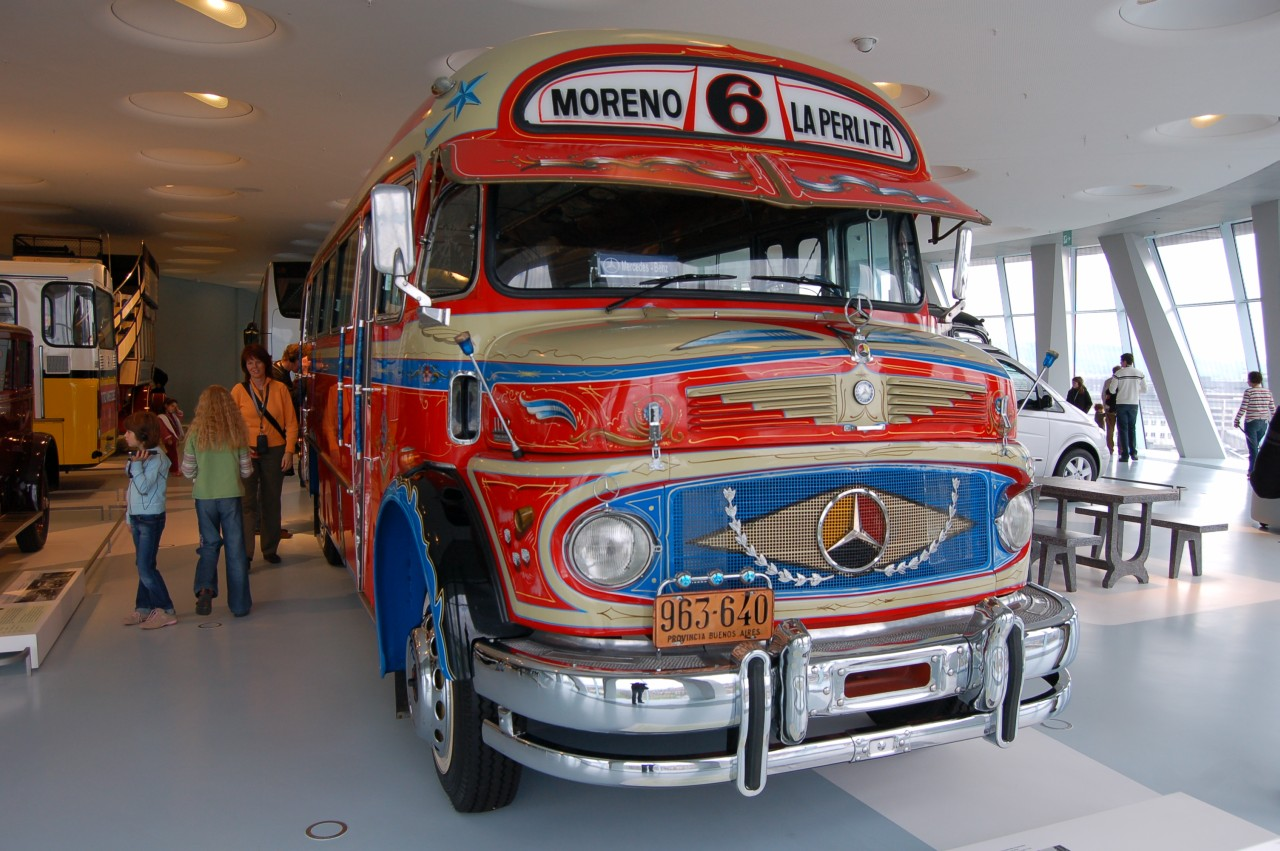
Klassische Kurzschnauze " 1969 MB LO1112 Colectivo im Mercedes-Benz Museum in Stuttgart

Colectivos waren Omnibusse auf Fahrgestellen von Personenkraftwagen oder Lastkraftwagen für den öffentlichen Personennahverkehr in Argentinien. Insbesondere in Buenos Aires waren diese bekannt und sind dort Teil der Tradition. Zwar sind heute in Buenos Aires moderne Busse in Betrieb, die vom Aussehen mit den klassischen Colectivos nichts mehr gemeinsam haben, der Name jedoch blieb. In den anderen Ländern Südamerikas ist der Name Colectivo heute die übliche Bezeichnung für Sammeltaxis.

## Geschichte
Als am 24. September 1928 das erste Mal ein Colectivo eingesetzt wurde, handelte es sich dabei noch um einen Kleinbus, der aus einem umgebauten Automobil-Fahrgestell, einem Chevrolet Double Phaeton, hergestellt wurde. Ab 1950 wurden Lastkraftwagen zu Bussen umgebaut. Oftmals wurden diese Busse mit Fileteados verziert, erhielten dadurch ihren eigenen Charme und sorgten für Farbe auf den Straßen von Buenos Aires.
Die Busse wurden jedoch konstant weiterentwickelt. Hatten die ersten Busse gerade mal fünf Sitze, konnten sie in den 1980ern ca. 20 Fahrgäste aufnehmen. Seit 1990 wurde die Busflotte durch neue Busmodelle, speziell für den Zweck des Personentransports hergestellt, modernisiert. Die Zweckerreichung wurde dadurch sicherlich verbessert, ihren eigenen Charakter, wie ihn z. B. die roten Doppeldecker in London haben, hatten sie jedoch verloren.
Zusammen mit Fußball, Sehenswürdigkeiten wie dem Obelisken von Buenos Aires oder dem Tango Argentino war der Colectivo bis 1990 einer der Touristen-Anziehungspunkte von Buenos Aires. Auch die Porteños liebten ihn. Ein „Colectivo-Historiker“ stellte fest:
„Der Colectivo wird als eine Quelle des Nationalstolzes angesehen. Der Porteño ist darauf ebenso stolz, wie auf die Tatsache, dass seine Landsleute den Kugelschreiber und die Dulce de leche erfunden haben, wie darauf, dass seine Stadt Heimat der längsten Avenue der Welt ist (der Avenida Rivadavia) und der breitesten (der Avenida 9 de Julio).“ (Alejandro Scartaccini)
Wurden in den ersten 30 Jahren Fahrzeuge verschiedener Hersteller eingesetzt, kamen ab 1950 bis 1990 allmählich alle Colectivos von Mercedes-Benz. 1987 entwickelte die Firma El Detalle erstmals für Buenos Aires einen Bustyp mit dem Motor hinten, wie er heute in Gebrauch ist. Mercedes-Benz antwortete darauf im Folgejahr mit dem Modell OH-1314, der als „Tod des Colectivos“ angesehen wird. Der letzte klassische Colectivo mit dem Modellnamen Mercedes-Benz LO-1114 wurde 1989 zusammengebaut. Hersteller sind heute Mercedes-Benz, Detalle, Scania, Volvo, Dimex und Zanello.
Auch die Strecken wurden mit der Zeit zu feststehenden Routen mit gekennzeichneten Haltestellen. Mehrere Eigentümer von Bussen taten sich zusammen, um eine bestimmte Route zu bedienen. Auch heute hat die Stadt Buenos Aires keinen eigenen Omnibusbetrieb, wie man es von deutschen Städten kennt, sondern kooperiert mit einer Vielzahl kleiner Busunternehmer, die eine oder mehrere Strecken betreiben. Zu unterscheiden sind die verschiedenen Busse an ihren unterschiedlichen Farbkombinationen.

## Sonstiges
Eine der populärsten Seifenopern Argentiniens hieß Un mundo de 20 asientos (Eine Welt mit 20 Sitzen), die zentrale Figur war ein Colectivero, ein Busfahrer.